# Duomo di Cuneo
La cattedrale di Santa Maria del Bosco è il principale luogo di culto cattolico di Cuneo, sede vescovile della diocesi di Cuneo-Fossano. 
Dal 1940 è monumento nazionale.
Inoltre, fa parte della Zona Pastorale di Cuneo Città.

## Storia
La chiesa di Santa Maria del Bosco è molto antica e dipendeva dall'abbazia di San Dalmazzo di Pedona. Nel 1470 vennero compiuti dei restauri, di cui è rimasta la fonte battesimale. Altri lavori di restauro vengono fatti nel 1560 per l'arrivo di Emanuele Filiberto,la facciata venne dipinta da Pietro Dolce di Savigliano. La chiesa attuale, costruita sul luogo di una preesistente chiesa medievale, risale al XVII secolo, quando l'antico edificio crollò in parte (1656), per cui si dovette metter mano alla ricostruzione, affidata all'architetto Giovenale Boetto di Fossano. Altri importanti interventi furono eseguiti nel Settecento e nell'Ottocento, quando furono costruite la facciata e la cupola in stile neoclassico. Tra il 1684 e il 1685 Andrea Pozzo dipinse l'icona dell'altar maggiore. Nel 1774 l'assedio di Cuneo arrecò vari danni all'edificio, approfittando dell'occasione venne ampliata la chiesa. Nel 1832 l'architetto Rovere progettò la cupola. Nel 1860 furono poste le statue di San Pietro, San Vincenzo, Santa Teresa, opere di Giuseppe Dini.

## Descrizione

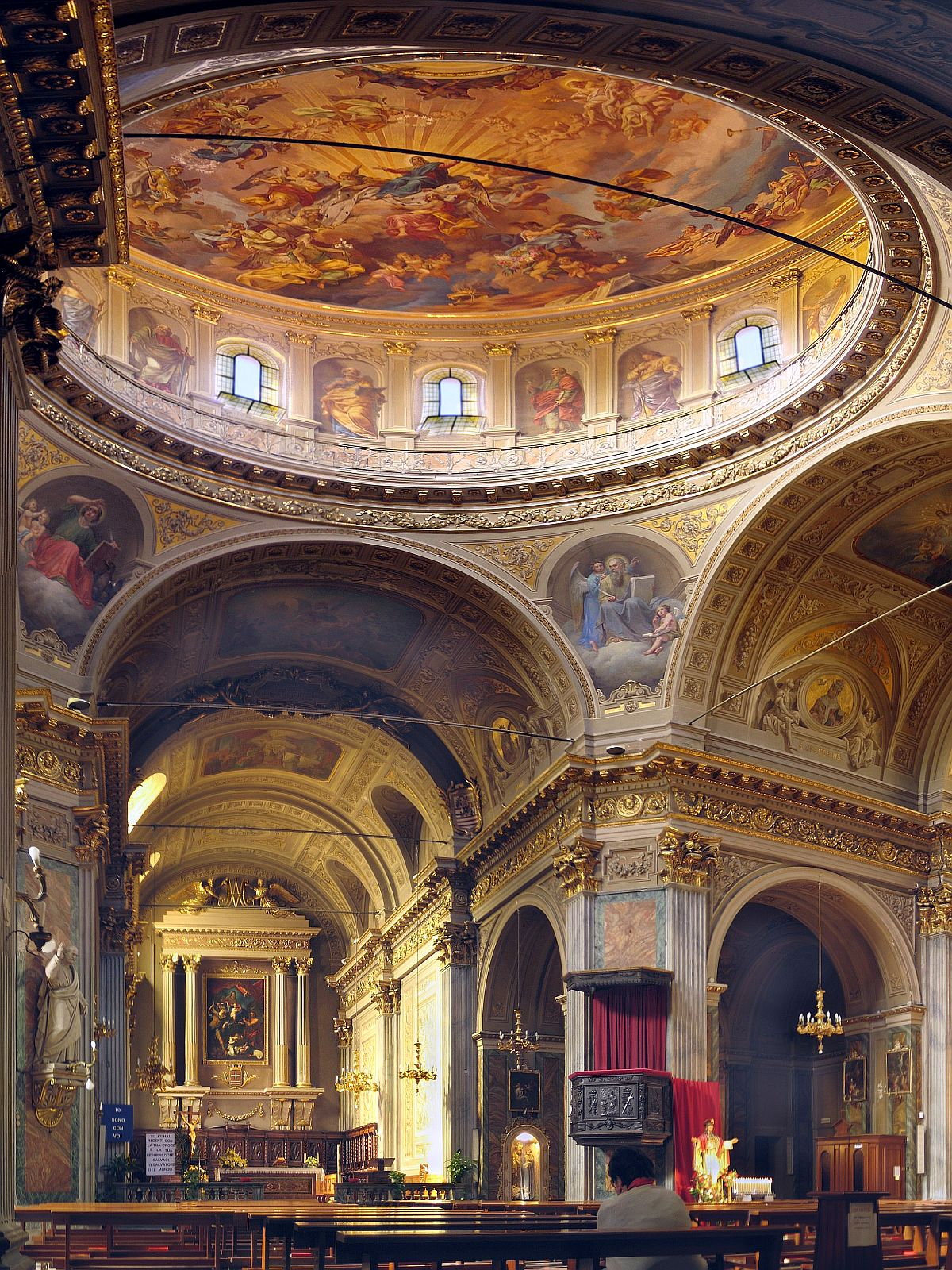
Interno

L'antica facciata non era in linea con la strada e una tale asimmetria nell'ordinatissima città non poteva starci, allora si chiese all'architetto cuneese Antonio Bono di sistemare la situazione. Decise così di creare una nuova facciata sovrapposta a quella vecchia però non in linea con il resto della chiesa ma con la strada. La facciata odierna presenta un portico a quattro colonne corinzie, ed un timpano neoclassico. Sulla trabeazione corre la scritta:
(Iscrizione sulla facciata)
L'interno è a croce latina; la cupola è stata innalzata nel 1835 ed è stata internamente affrescata da Giuseppe Toselli. Tra le opere degne di menzione ci sono: la pala d'altare, raffigurante Maria vergine in trono con bambino tra santi, opera seicentesca di Andrea Pozzo; il pulpito barocco e la cappella del Santissimo Sacramento.
All'interno del Duomo, sotto la Cappella di San Giuseppe, vi è la "Cripta dei Vescovi" dove sono sepolti i Vescovi di Cuneo:
- Mons. Amedeo Bruno di Samone
- Mons. Clemente Manzini
- Mons. Andrea Formica
- Card. Teodoro Valfrè di Bonzo
- Mons. Andrea Fiore
- Mons. Quirico Travaini
- Mons. Giacomo Rosso
- Mons. Guido Tonetti
- Mons. Carlo Aliprandi
- Mons. Natalino Pescarolo

Sulla cantoria in controfacciata, all'interno di una cassa lignea neoclassica con mostra in tre campi, si trova l'organo a canne, costruito nel 1914 da  Francesco Vegezzi Bossi, utilizzando preesistente materiale Serassi. Lo strumento dispone di 47 registri a trasmissione elettrica ed ha tre tastiere e pedaliere.